# Parazen pacificus
Parazen pacificus ist ein Meeresfisch aus der Ordnung der Petersfischartigen (Zeiformes). Er kommt im westlichen Pazifik vor und ist vor der Küste Japans recht häufig. Fänge gibt es allerdings auch vor den Küsten Tansanias und Kubas. Der Fisch lebt in Tiefen von 150 bis 600 Metern.

## Merkmale
Parazen pacificus wird 30 cm lang und hat einen seitlich abgeflachten, mäßig hochrückigen Körper (Körperhöhe = Kopflänge). Der Kopf ist unbeschuppt, der Körper von mittelgroßen Kammschuppen besetzt. Parazen pacificus ist rötlich-silbrig gefärbt.
Die Augen sind groß, ihr Durchmesser größer als die Maullänge. Das Maul ist endständig, der Oberkiefer ist leicht, der Unterkiefer stark protraktil (vorstülpbar). Beide Kiefer sind mit ein oder zwei Reihen kurzer, schlanker, konischer Zähne besetzt. Ähnliche Zähne befinden sich auf dem Pflugscharbein. Die Kiemenreusenstrahlen sind kurz und abgeflacht. Einer findet sich auf dem oberen, vier bis sechs auf dem unteren Ast des ersten Kiemenbogens. Die Anzahl der Branchiostegalstrahlen liegt bei sieben. Die Anzahl der Wirbel beträgt 34.
Von den beiden Rückenflossen wird die erste von sechs bis acht Flossenstacheln, die zweite von 26 bis 30 Weichstrahlen gestützt. Die Afterflosse hat einen kleinen Flossenstachel und 28 bis 34 Weichstrahlen. Die Schwanzflosse ist gegabelt und hat elf segmentierte und neun verzweigte Flossenstrahlen. Die Brustflossen sind sehr viel kürzer als der Kopf und werden von 12 bis 16 Flossenstrahlen gestützt. Die Bauchflossen sind ohne Flossenstachel und besitzen einen unverzweigten und sechs verzweigte Flossenstrahlen. Parazen pacificus besitzt zwei Seitenlinien, die sich auf dem Schwanzflossenstiel zu einer vereinen.